# Castiglion Fiorentino
Castiglion Fiorentino is een gemeente in de Italiaanse provincie Arezzo (regio Toscane) en telt 12.441 inwoners (31-12-2004). De oppervlakte bedraagt 113,3 km², de bevolkingsdichtheid is 110 inwoners per km².

## Demografie
Castiglion Fiorentino telt ongeveer 4461 huishoudens. Het aantal inwoners steeg in de periode 1991-2001 met 5,4% volgens cijfers uit de tienjaarlijkse volkstellingen van ISTAT.
| Jaar | Inwoneraantal |
| ---- | ------------- |
| 1991 | 11.410        |
| 2001 | 12.031        |

## Geografie
De gemeente ligt op ongeveer 342 m boven zeeniveau.
Plaatsen in de gemeente Castiglion Fiorentino zijn onder andere Brolio, Castroncello en Montecchio Vesponi.
Castiglion Fiorentino grenst aan de volgende gemeenten: Arezzo, Cortona, Foiano della Chiana en Marciano della Chiana.

## Geboren
- Roberto Benigni (1952), acteur en filmregisseur
- Fabrizio Meoni (1957-2005), motorcoureur
- Michele Santucci (1989), zwemmer

## Galerij

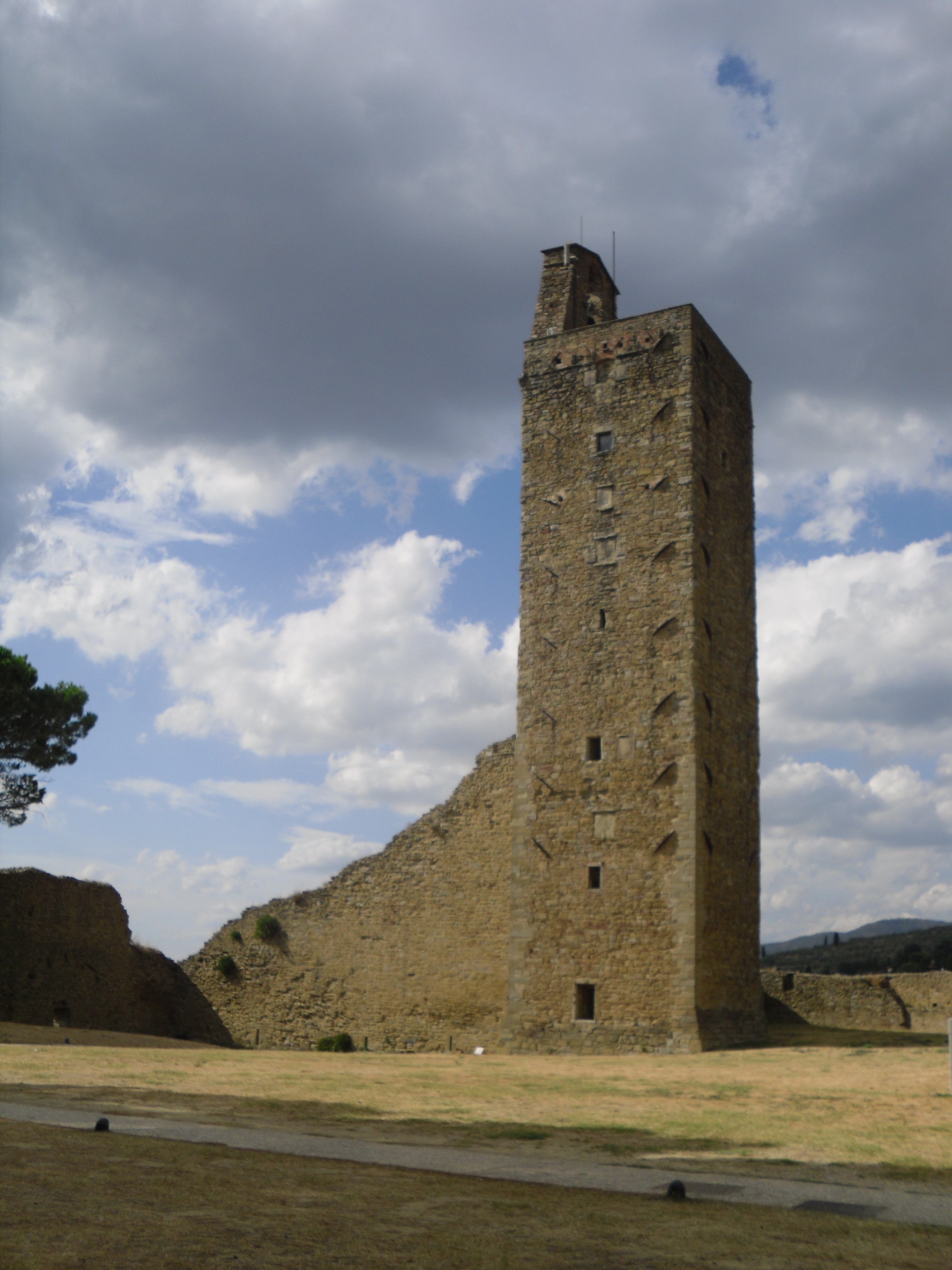
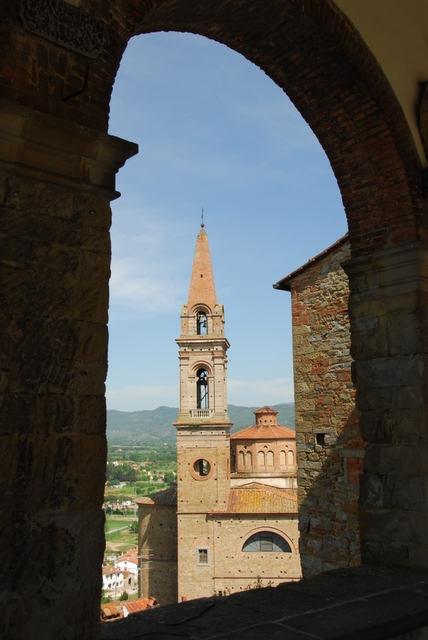
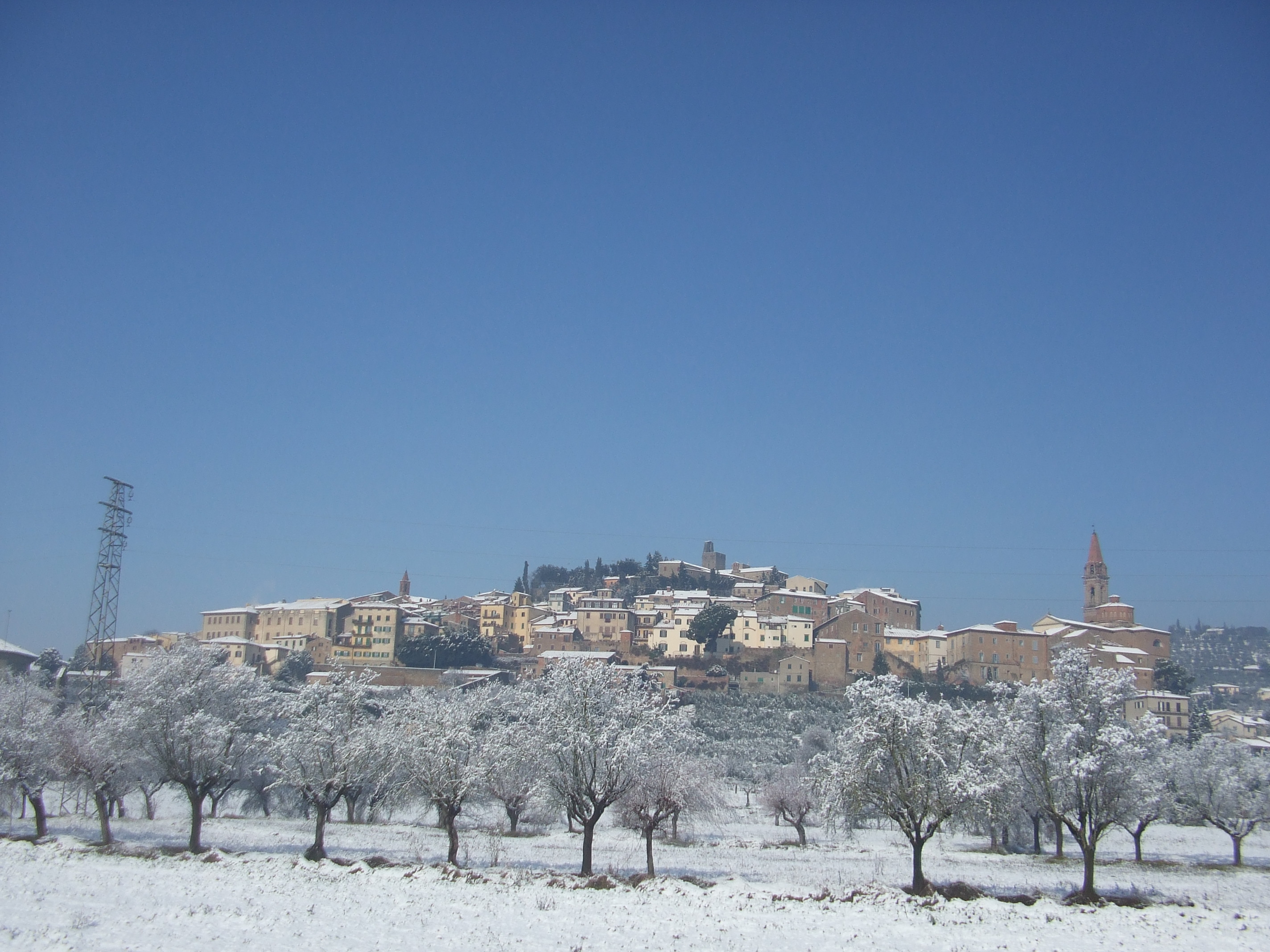
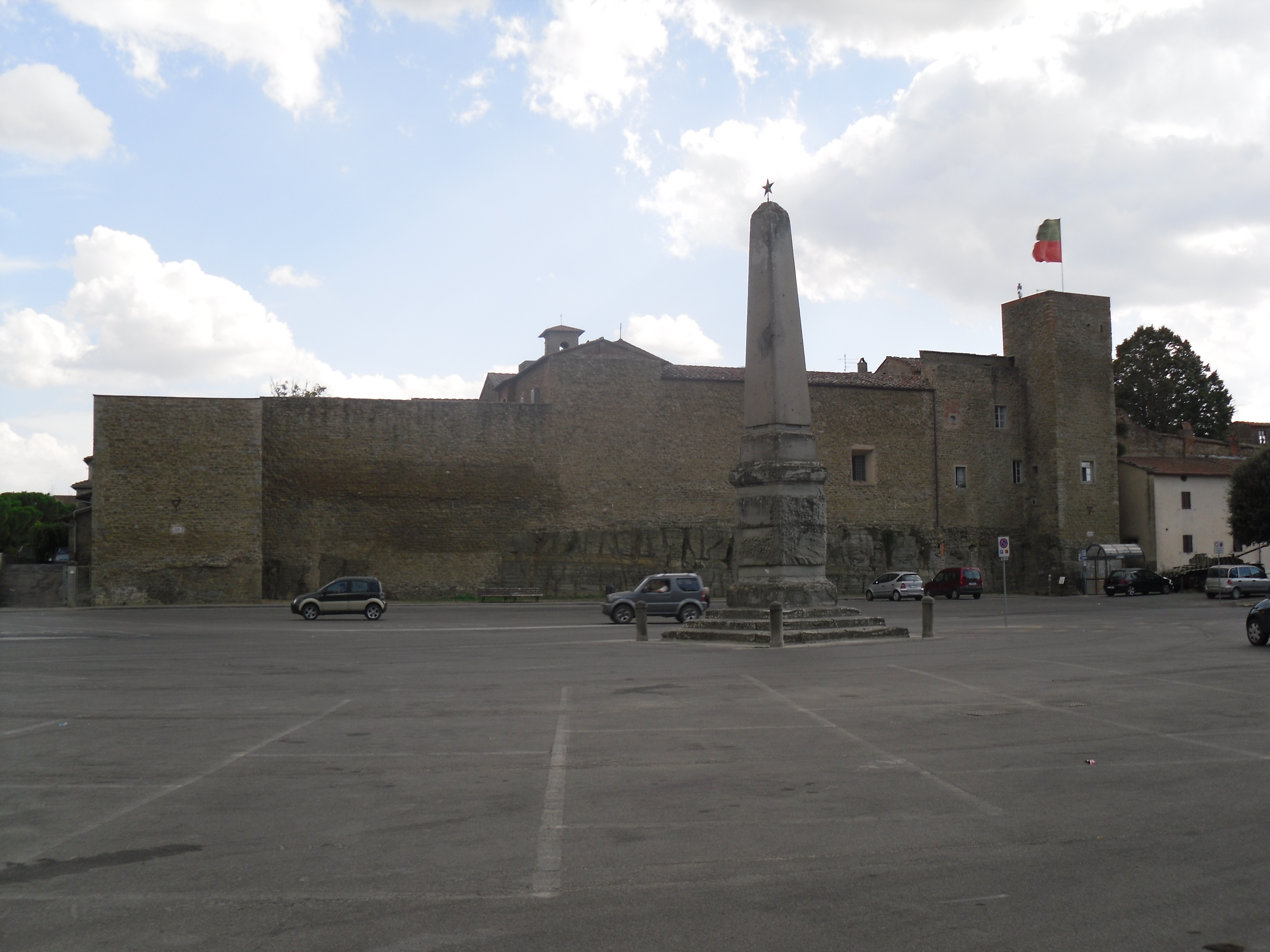
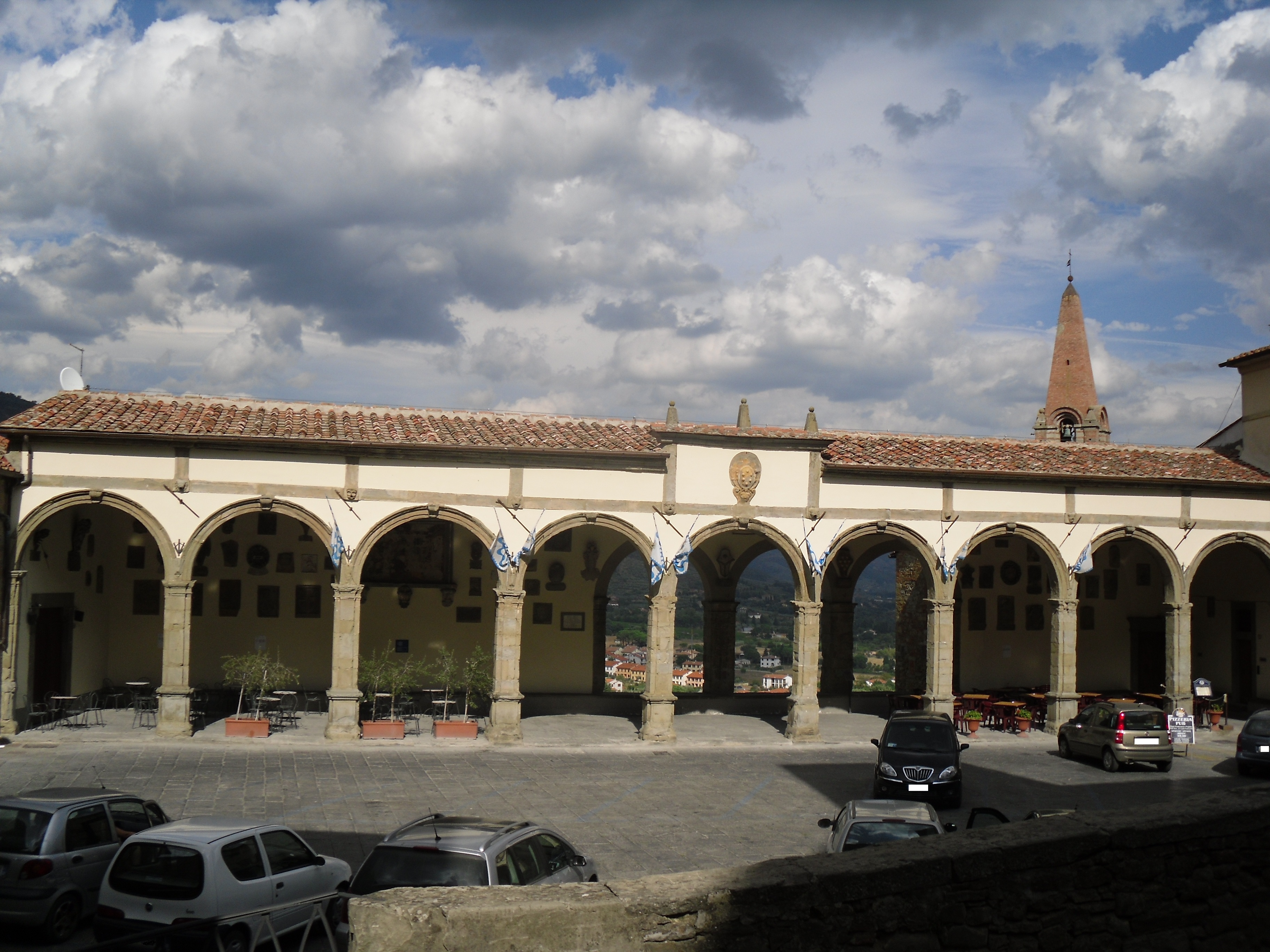
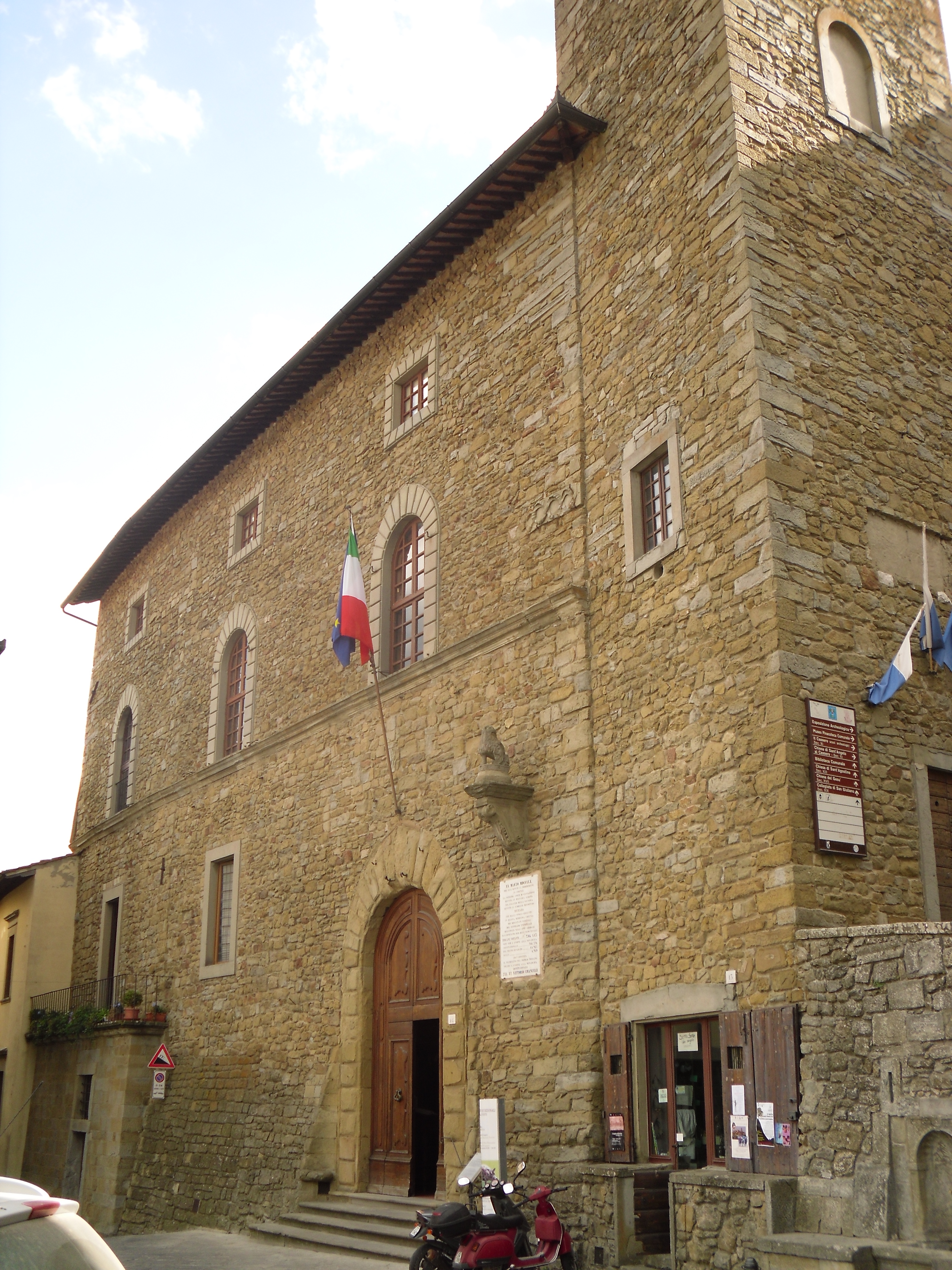
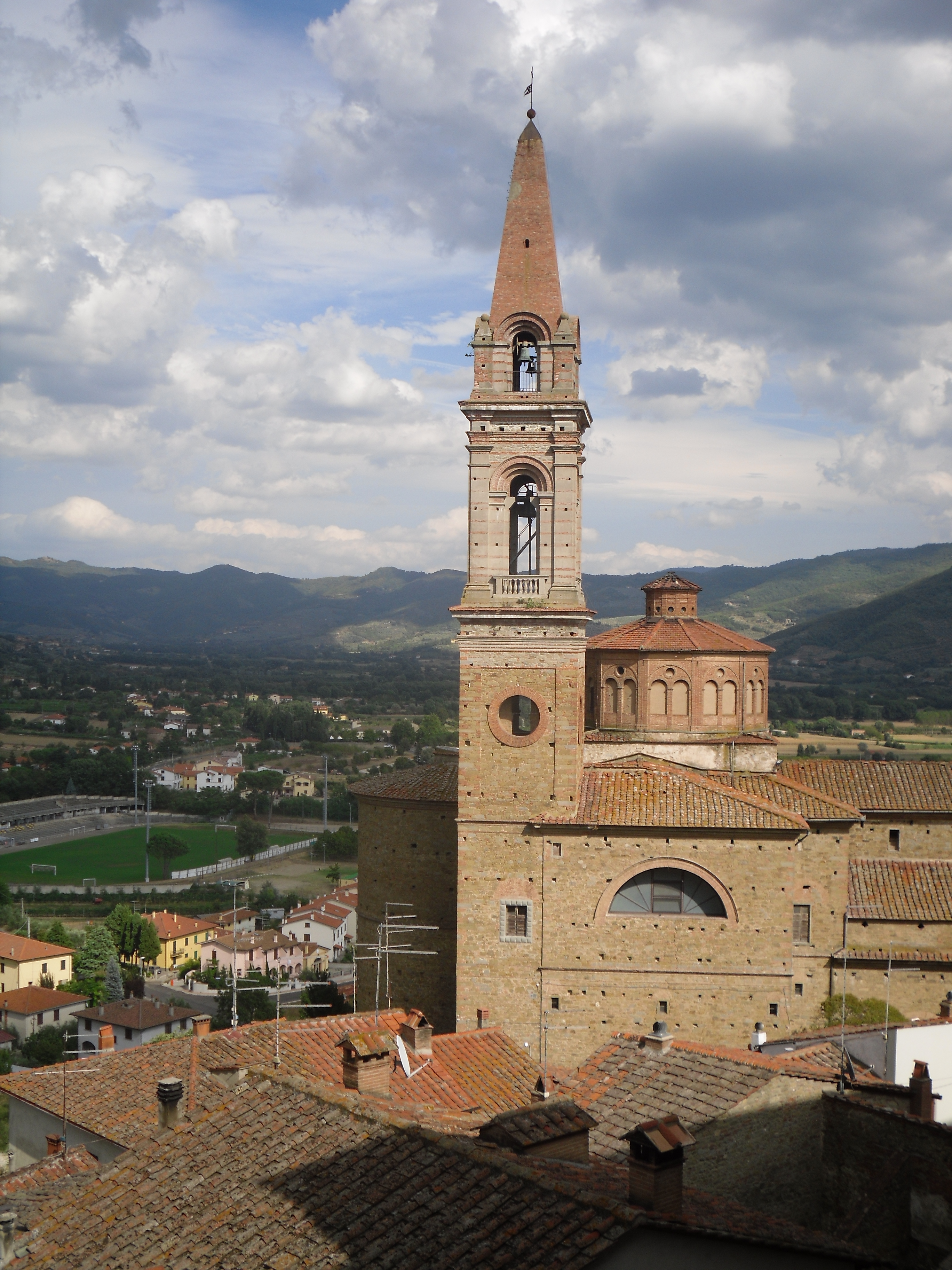
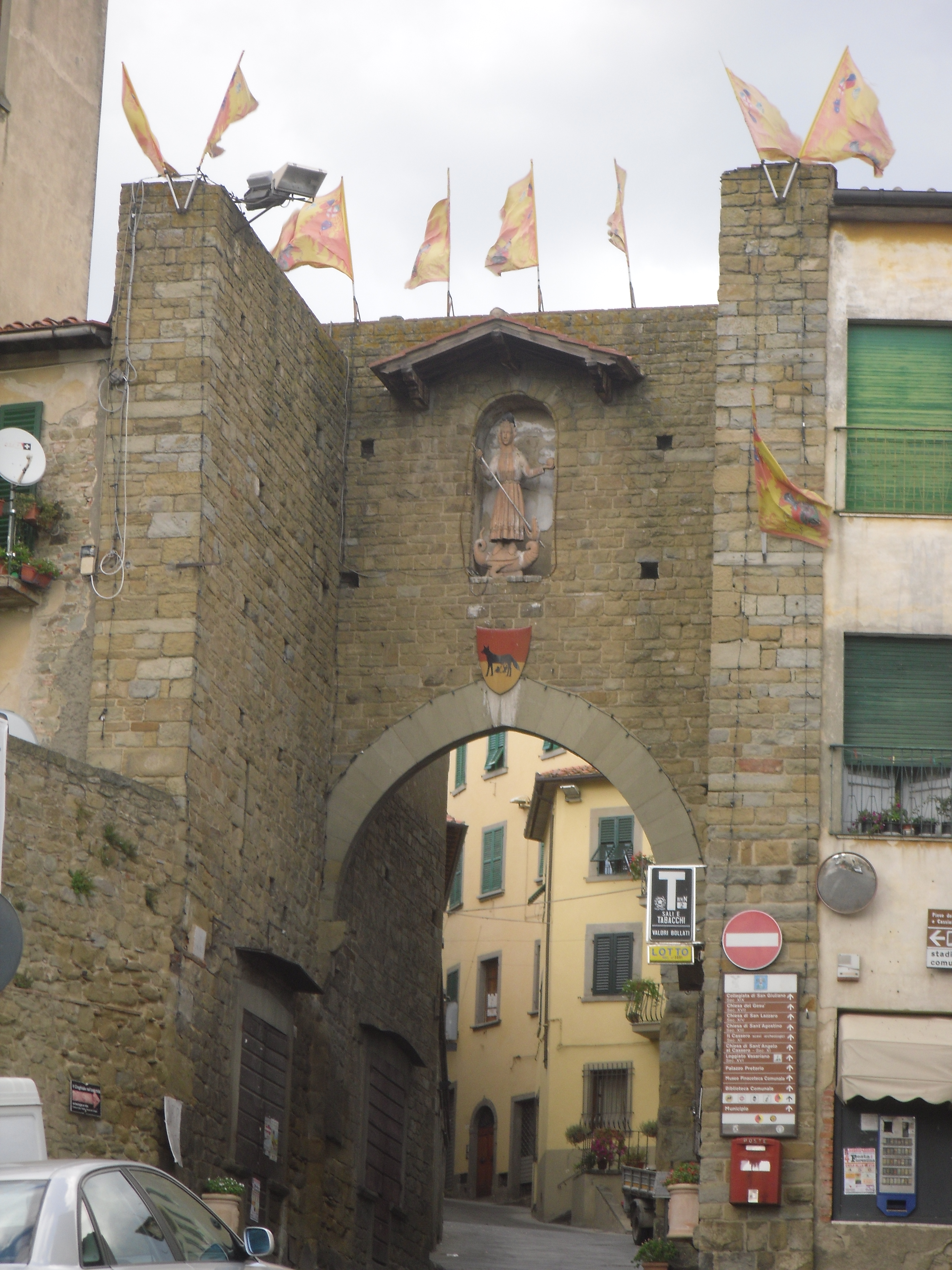

Anghiari · Arezzo · Badia Tedalda · Bibbiena · Bucine · Capolona · Caprese Michelangelo · Castel Focognano · Castel San Niccolò · Castelfranco Piandiscò · Castiglion Fibocchi · Castiglion Fiorentino · Cavriglia · Chitignano · Chiusi della Verna · Civitella in Val di Chiana · Cortona · Foiano della Chiana · Laterina · Loro Ciuffenna · Lucignano · Marciano della Chiana · Monte San Savino · Montemignaio · Monterchi · Montevarchi · Ortignano Raggiolo · Pergine Valdarno · Pieve Santo Stefano · Poppi · Pratovecchio Stia · San Giovanni Valdarno · Sansepolcro · Sestino · Subbiano · Talla · Terranuova Bracciolini
1. ↑  https://demo.istat.it/?l=it.